# Irmina Obońska
Irmina Obońska – polska pianistka i klawesynistka, pedagog, wykonawczyni muzyki kameralnej. Ukończyła studia na Akademii Muzyczną w Katowicach w klasach fortepianu (u prof. Hanny Kryjak) oraz klawesynu (u prof. Marka Toporowskiego), otrzymując dyplom z wyróżnieniem. W 2008 roku zadebiutowała jako klawesynistka na Śląskim Festiwalu Bachowskim. W 2011 r. założyła zespół muzyki dawnej La Folia Ensemble, wykonujący muzykę kameralną z okresu XVII i XVIII wieku..
Laureatka nagrody „Fryderyk” 2017 za płytę J.S. Bach: Sonaty BWV 525-530 w kategorii Album roku muzyka dawna.